# Dibelona brasiliensis
Dibelona brasiliensis är en insektsart som beskrevs av Brunner von Wattenwyl 1888. Dibelona brasiliensis ingår i släktet Dibelona och familjen Gryllacrididae.

## Underarter
Arten delas in i följande underarter:
- D. b. monobelona
- D. b. brasiliensis
- D. b. boggianii